# 加拿大温哥华中华会馆
加拿大温哥华中华会馆 是一个位于温哥华的加拿大华人组织。是中华会馆的成员之一。

## 历史
创建于1896年，1906年正式注册为不列颠哥伦比亚省的非营利组织。截止2006年共有200多位成员为组织服务。